# Grodzisko (powiat leszczyński)
Grodzisko – wieś w Polsce położona w województwie wielkopolskim, w powiecie leszczyńskim, w gminie Osieczna. Posiada jezioro Grodzisko, głównie wykorzystywane przez wędkarzy.

## Nazwa
Wieś zawdzięcza swoją nazwę prawdopodobnie od położonego w pobliżu miejscowości grodziska wklęsłego znajdującego się na półwyspie wcinającym się w Jezioro Łoniewskie, około dwa kilometry na północny wschód, które archeolodzy szacunkowo datują na IX-XI wiek. Obecnie teren grodziska należy do wsi Łoniewo.

## Historia
Miejscowość pierwotnie związana była z Wielkopolską. Ma metrykę średniowieczną i istnieje co najmniej od początku XV wieku. Wymieniona w 1415 pod obecną nazwą Grodzisko, 1429 Grodzysko, 1473 Grodziszko, 1513 Grodyssko. Okolice wsi były zasiedlone jednak wcześniej niż odnotowują to archiwalne zapisy co potwierdziły odkrycia archeologiczne.
Wieś była własnością szlachecką leżącą w dobrach Osieczna. W 1415 właściciel miejscowości Andrzej Gryżyński zapowiedział w swoich wsiach, w tym w Grodzisku, zapusty. W 1429 odnotowany został kolejny właściciel Maciej Borek (1418-1452) pochodzący z Osiecznej. W 1434 wspomniany został Przybysław z Grodziska. W 1462 synowie Macieja Borka Osieckiego - Mikołaj, Maciej oraz Piotr Borkowie podzielili się dobrami osieckimi. Mikołaj otrzymał m.in. wieś Grodzisko i ponownie jako właściciel odnotowany został w 1473. W 1478 miejscowość należała do powiatu kościańskiego Korony Królestwa Polskiego. W 1461 należała do parafii Świerczyna.
W 1475 Maciej Mokronoski, któremu przysądzono sumę 48 grzywien z Grodziska sprzedał swoje prawa do tej sumy Janowi, Mikołajowi, Andrzejowi i Wojciechowi braciom niedzielnym z Kuklinowa w powiecie pyzdrskim. W 1478 król Polski Kazimierz Jagiellończyk potwierdził, że Mikołaj Borek z Osiecznej zastawił Grodzisko podkomorzemu kaliskiemu Kasprowi Leszczyńskiemu. W 1496 król Polski Jan Olbracht potwierdził, że Kasper z Leszna przekazał wieś, dziedzictwo Mikołaja Borka z Osiecznej, swojemu bratu Rafałowi z Leszna kasztelanowi gnieźnieńskiemu i marszałkowi nadwornemu. Później w zamian za części w Lasocicach Rafał dał wieś Grodzisko Annie z Lasocic żonie Jana Siedlnickiego.
W 1509 Barbara córka Andrzeja z Osiecznej oraz żona Dobrogosta z Jezior dała małoletniemu Andrzejowi z Górki Miejskiej synowi Łukasza z Górki części swych dóbr w majętnościach Gostyń oraz Osieczna, w tym m.in. część Grodziska, a w zamian otrzymała części wsi w dobrach Górka Miejska. W 1513 Zofia wdowa po podkomorzym kaliskim Kasprze Leszczyńskim wraz ze swoim synem Rafałem i Janem zeznali, że kasztelan poznański Łukasz z Górki spłacił sumy ciążące na Grodzisku.
Wieś odnotowały także archiwalne zapisy z regestów podatkowych. W 1530 miał miejsce pobór podatków we wsi z 3 łanów. W 1563 pobór z 7 łanów, 1,5 łana należącego do sołtysa, karczmy dorocznej, od trzech komorników. W 1581 miał miejsce we wsi pobór z 9 i 3/4 łana, 6 zagrodników oraz 6 komorników.
W latach 1975–1998 miejscowość należała administracyjnie do województwa leszczyńskiego.
Zobacz też: Grodzisko, Grodzisko Dolne, Grodzisko Górne, Grodzisko Nowe